# Екатеринбургский городской совет
Екатеринбургский городской совет — орган власти в Екатеринбурге с марта 1917 по октябрь 1993 года, неоднократно менявший своё название.

## Названия совета
- Екатеринбургский совет солдатских депутатов (1917)
- Екатеринбургский городской совет рабочих и солдатских депутатов (1917−?)
- Екатеринбургский уездногородской Совет рабочих, красноармейских, и крестьянских депутатов (?−23?)
- Свердловский городской совет рабочих и солдатских депутатов (1924−25)
- Свердловский городской совет рабочих, крестьянских и красноармейских депутатов (1925−36)
- Свердловский городской совет депутатов трудящихся (1936−?)

## Образование и деятельность совета в 1917 году
Екатеринбургский совет солдатских депутатов был образован в марте 1917 года после Февральской революции. 19 марта председателем совета был избран большевик Павел Михайлович Быков. Однако уже 20 мая под давлением эсеров были проведены перевыборы и новым председателем избрали секретаря совета Анатолия Ивановича Парамонова (до июля 1918 года). По другим источникам, председателем исполкома Екатеринбургского Совета рабочих и солдатских депутатов 20 мая был избран двадцатилетний Василий Яковлевич Павловский (продержавшийся в этой должности до октября, когда его сменил Лев Семёнович Сосновский). 16 ноября 1917 года председателем совета снова стал большевик П. М. Быков, продержавшийся до марта 1918 года.

## Деятельность в годыГражданской войны
27 июля 1918 года Екатеринбург был занят частями Чехословацкого корпуса под руководством Войцеховского. Почти год спустя (14 июля 1919 года) город был занят частями Красной армии, после чего были восстановлены органы советской власти.
С октября 1920 года по январь 1921 года председателем исполкома уездногородского Совета рабочих, красноармейских и крестьянских депутатов был Яков Абрамович Теумин.

## Деятельность совета с 1922 года
В 1924 году городской совет принял решение о переименовании города в Свердловск.
В конце 1925 года совет был переименован в «Свердловский городской совет рабочих, крестьянских и красноармейских депутатов», а в 1936 году — в Совет депутатов трудящихся.